# Графство Халермунд
Графството Халермунд (на немски: Grafschaft Hallermund, Hallermünde, Hallermunt) е между 12 век и 15 век е имперско графство в хановерското Княжество Каленберг в Свещената Римска империя. През 18 век имперското графство отново е създадено.
След като родът фон Халермунд изчезва през 1191 г. в третия кръстоносен поход, имперското графство попада на графовете фон Кевернбург в Шварцбург. Те основават в Халермунд една странична линия.
Графството е собственост на манастир Минден и има площ от само 55 km².
Чрез залагане половината от графството попада през 1282 г. на херцогство Брауншвайг-Люнебург. Последният граф продава остатъка на собствеността през 1411 г. на княжество Брауншвайг-Волфенбютел.
Замъкът Халермунд е изравнен след конфликт през 1435 г. След това графовете правят Шпринге в Долна Саксония за тяхна резиденция.
През 1706 г. графството е образувано отново и курфюрст Георг Лудвиг фон Хановер го дава на имперския граф Франц Ернст фон Платен (1631–1709).
След края на Стария Райх територията е отново към Хановер и през 1866 г. попада на Прусия. Днес е към Долна Саксония.